# Farben-Helligkeits-Diagramm

Farben-Helligkeits-Diagramm in der BV-Version
(Ia–V: Leuchtkraftklassen, B0–M0: Spektralklassen)

Als Farben-Helligkeits-Diagramm (kurz FHD) bezeichnet man in der Astrophysik ein zweidimensionales Diagramm, in dem die absoluten Helligkeiten von Sternen gegen einen Farbindex aufgetragen werden.
Dagegen werden im Hertzsprung-Russell-Diagramm (HRD) die absoluten Helligkeiten über der Spektralklasse aufgetragen.

## BV-Farben-Helligkeits-Diagramme
Größte Verbreitung hat das Farben-Helligkeits-Diagramm, bei dem die Helligkeiten des BV-Systems zugrunde gelegt werden (siehe Bild). Dabei wird die Gelb-Helligkeit V (für visuell, da das menschliche Auge bei 550 nm am empfindlichsten ist) aufgetragen über dem Farbindex B−V  (Differenz der Blau-Helligkeit B bei 440 nm zur Gelb-Helligkeit V).
Dieses Farben-Helligkeits-Diagramm hat den Vorteil, dass seine Struktur derjenigen des Hertzsprung-Russell-Diagramms ähnelt; Insbesondere zeigt die Hauptreihe einen ähnlichen Verlauf, ist allerdings je nach Entfernung der Sternengruppe vertikal verschoben.
Zudem tauchen in einem FHD einer Sternengruppe nicht unbedingt alle Sterntypen auf, d. h. bestimmte Bereiche bleiben im Vergleich zum Standard-FHD leer.

### Interpretation auf eine homogene Sterngruppe bezogen

Abzweigepunkt eines typischen
Farben-Helligkeits-Diagramms, das mit einem Standard-FHD übereinandergelegt wurde.

Der angesprochene Vergleich mit dem HRD zeigt, wie sich das FHD anwenden lässt. Für die nachstehend beschriebene Interpretation ist es notwendig, eine homogene Sternengruppe mit ähnlicher Entfernung zu analysieren, da ansonsten die Interpretation verfälscht werden kann:
- Abschätzung der Entfernung: Legt man ein Standard-HRD zugrunde, bei dem anstelle der Spektraltypen der B−V-Farbindex als Ordinate benutzt wird, so ist die – zumeist einfach zu identifizierende – Hauptreihe des sich ergebenden FHD je nach Entfernung vertikal verschoben. Aus der Größe der Verschiebung (Entfernungsmodul) lässt sich die Entfernung der Sternengruppe ermitteln. Der Vorteil bei dieser Methode ist, dass man dadurch die Entfernung bereits mittels der einfach zu bestimmenden scheinbaren Helligkeit ermitteln kann und die absolute Helligkeit daraus ableiten kann:

{\displaystyle {\begin{aligned}V-M_{V}&=5\,\mathrm {mag} \cdot \log _{10}d-5\,\mathrm {mag} \\\Leftrightarrow d&=10^{{\frac {V-M_{V}}{5\,\mathrm {mag} }}+1}\end{aligned}}}
mit
- V: scheinbare Helligkeit der Sterne im FHD
- MV: absolute Helligkeit der Sterne im Standard-HRD
- mag: Magnitude
- d: Entfernung (Leuchtkraftentfernung) der Sternengruppe in Parsec.

- Altersbestimmung: Die Abwesenheit bestimmter Sterntypen in einem FHD deutet auf ein gewisses physikalisches Entwicklungsstadium der Sternengruppe hin. Insbesondere sieht man in einem FHD typischerweise, dass die Hauptreihe bei einem gewissen Farbindex abknickt, d. h. links von diesem Abzweigepunkt (oft auch englisch turn-off-point) gibt es keine Hauptreihensterne im Diagramm. Offensichtlicher Grund für dieses Fehlen heißer Hauptreihensterne ist das fortgeschrittene Alter der Sternengruppe, so dass sich Sterne links vom Abzweigepunkt bereits zu Riesensternen entwickelt haben.

Aus den Standard-Modellen der Sternentwicklung lässt sich damit anhand des Farbindizes (B−V)t des Abzweigepunktes das Alter a der Sternengruppe in Jahren abschätzen:
{\displaystyle a\approx 9\cdot 10^{7}\cdot 10^{2{,}94\cdot (B-V)_{t}}}

### Farb-Exzess und Extinktion
Bei der beschriebenen Anwendung des FHD wird zugrunde gelegt, dass der B−V-Farbindex entfernungsunabhängig ist. Dies erscheint zunächst plausibel, da es sich um die Differenz zweier scheinbarer Helligkeiten handelt, die beim ersten Hinsehen tatsächlich entfernungsunabhängig sein sollte.
Aufgrund der interstellaren Extinktion, die wiederum auf der Rayleigh-Streuung beruht, wird das kurzwellige Licht jedoch stärker absorbiert als das längerwellige, so dass der gemessene Farbindex größer ist als der tatsächliche. Die Differenz zwischen dem gemessenen B−V-Farbindex {\displaystyle (B-V)} und dem tatsächlichen {\displaystyle (B-V)_{0}} nennt man Farb-Exzess:
{\displaystyle E(B-V)=(B-V)-(B-V)_{0}>0}
Da der Farb-Exzess recht unabhängig von der Wellenlänge ist, bewirkt er im Wesentlichen eine horizontale Verschiebung der (B−V)-Achse des Diagramms. Da die Hauptreihe im FHD fast linear verläuft, lässt sich diese Verschiebung allerdings nicht an der Geometrie des Diagramms ablesen, denn es bleibt zunächst unklar, ob das Diagramm durch den Farb-Exzess nach rechts oder entfernungsabhängig nach oben verschoben worden ist.
Der Farb-Exzess lässt sich allerdings bestimmen durch zusätzliche Auswertung eines Farben-Farben-Diagramms, bei dem der U-B-Farbindex über dem B−V-Farbindex aufgezeichnet wird. Der typische Verlauf der Hauptreihe in diesem Diagramm ist eine stark gewellte Linie. Die Wellen entstehen durch die Abweichung von der Schwarzkörperstrahlung, insbesondere durch den Balmer-Sprung. Daher lässt sich in diesem Diagramm der Farb-Exzess ermitteln, wobei für die beiden Exzesse E(B−V ) und E(U-B) näherungsweise gilt:
{\displaystyle {\frac {E(U-B)}{E(B-V)}}\approx 0{,}72+0{,}05\cdot E(B-V)}
Ebenso lässt sich die interstellare Extinktion AV, die die Verdunklung der Sterne durch den interstellaren Staub beschreibt, als Funktion des Farb-Exzesses schreiben:
{\displaystyle A_{V}=R_{e}\cdot E(B-V)}
mit der richtungsabhängigen Größe {\displaystyle R_{e}\approx 3{,}2} und somit aus dem FHD eliminieren.

## Farben-Helligkeits-Diagramme bei der Gaia-Mission

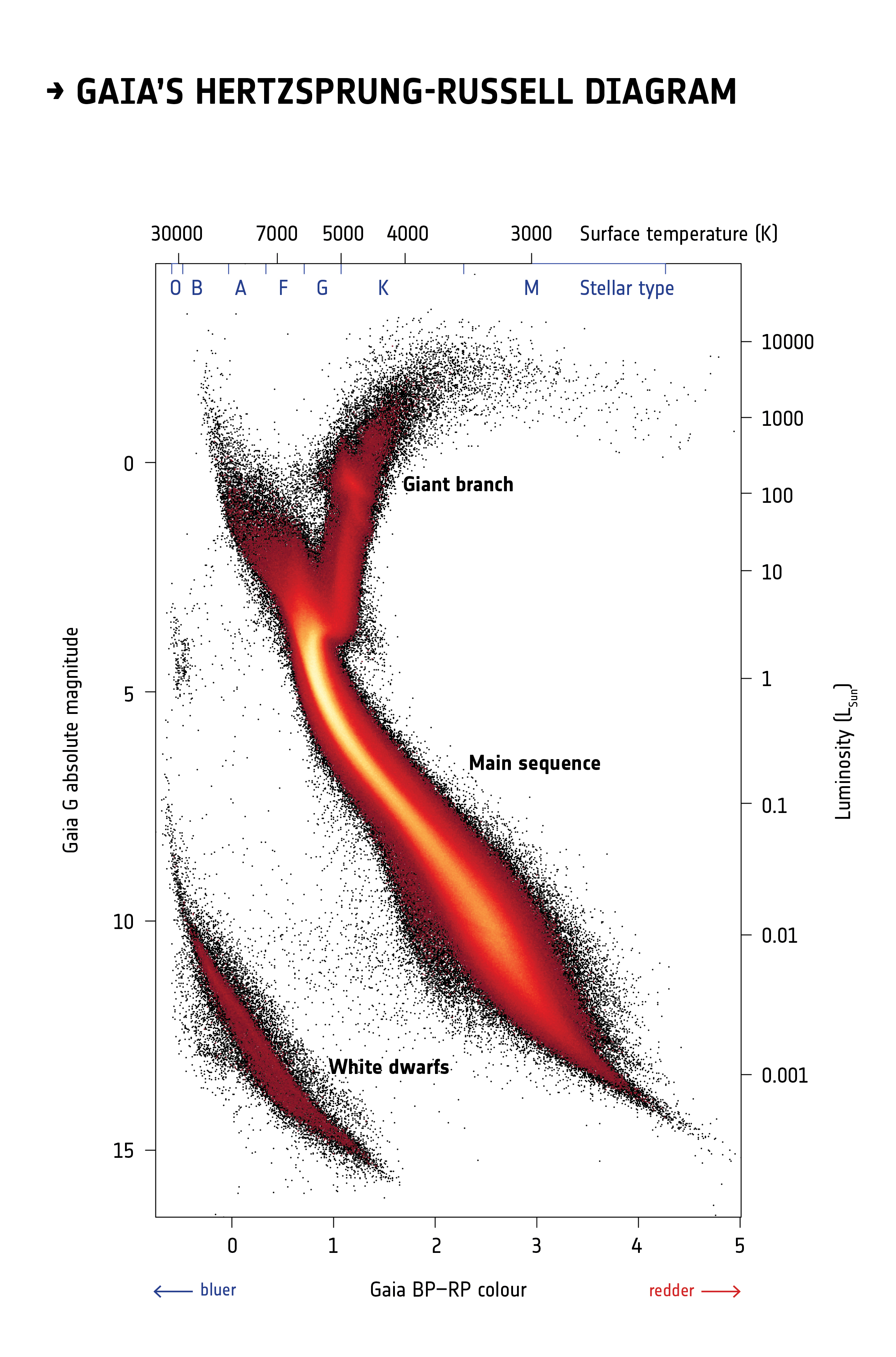
Darstellung aller Sterne des Gaia-DR2-Katalogs in einem Farben-Helligkeitsdiagramm

Die gewonnenen Daten der Gaia-Sonde lassen sich ebenfalls als Farben-Helligkeitsdiagramm darstellen. Hierzu wird das sondeneigene photometrische System basierend auf der G-Band-Magnitude verwendet. Durch Vergleich vom roten und vom blauen Photometer lässt sich ebenfalls ein Farbindex bestimmen, welcher gegen die gemessene Absolute Helligkeit im G-Band verglichen werden kann. Bei Gaia kann die Absolute Helligkeit für die meisten Sterne direkt aus der scheinbaren Helligkeit und der Entfernungsbestimmung via Parallaxe ermittelt werden. Dies ermöglicht Farben-Helligkeitsdiagramme mit einer deutlich höheren Anzahl Sternen als bei älteren astrometrischen Datensammlungen.